# الإسكندر يدخل بابل (لوحة)
الإِسكَنْدَر يَدخلُ بابِل (بالإنجليزية: Entry of Alexander into Babylon)‏ لوحة بريشة الرسام الفرنسي شارل لوبران رسمها عام 1665 تصور الإِسكَنْدَر الأكبر فاتحاً بابل بعد ان هزم الفرس في معركة غوغميلا وانهى الإمبراطورية الأخمينية. اللوحة ضمن مقتنيات متحف اللوفر، باريس. 

## وصف
الإِسكَنْدَر ، يقف في عربة يجرها اثنان من الفيلة ، يدخل منتصرًا إلى بابل ؛ في الخلفية ، يمكن للمرء أن يرى حدائق بابل المعلقة. اختار شارل لوبران موضوعًا كبيرًا وكان بحاجة لإيجاد أسلوب بمزيج مناسب من الجاذبية والوقار. كان من الضروري أيضًا الحفاظ على الوضوح الضروري للعمل مع العديد من الشخصيات ، مع نقل تنوع المعابد والمزهريات والأسلحة والآلات الموسيقية والأزياء التي تجعل المشهد يمكن التعرف عليه على الفور. أخيرًا ، كان بحاجة إلى إعطاء الوهم ليس فقط بموكب متحرك ، ولكن أيضًا بانتشار مدينة واقعية للشخوص والاجسام.
الإسكندر ، الذي هزم داريوس الثالث من بلاد فارس في معركة غوغميلا (331 قبل الميلاد) ، توقع الإِسكَنْدَر معركة أخرى للأستيلاء على بابل. تفاجأ برؤية أبواب المدينة مفتوحة لاستقباله أستقبال الأبطال. يصور لوبرون اللحظة التي يتقدم فيها الإِسكَنْدَر ، وهو يحمل صولجانًا يعلوه فيكتوري بيده اليسرى سيف ، وهو يتقدم في عربة يجرها فيلان تم أسرهما من جيش داريوس. البطل ، المتوج بأوراق الغار ، يسبقه عازفو البوق الفارسيون. بجانبه ، يحمل ثلاثة رجال يقودهم محارب راكب (ربما هيفايستيون ، صديق الإسكندر) مزهرية ذهبية كبيرة. في الخلفية يمكن للمرء أن يرى حدائق بابل المعلقة ؛ وفي المقدمة إلى اليسار تمثال الملكة سميراميس. 

## الاستقبال
عُرضت اللوحة في صالون باريس عام 1673 ، حيث أُعجبوا بحجمها الكبير وتكوينها الحيوي. إن الإشارة إلى عظمة عهد لويس الرابع عشر - الذي كان أيضًا فاتحًا عظيمًا وملكًا قويًا - واضحة في اللوحة ، كما أوضح الموقف السياسي بوضوح. تعتبر اللوحة جزءًا من مجموعات لويس الرابع عشر. من المجموعات الملكية ، والتي أدخلت إلى المتحف المركزي للفنون ، والذي أصبح فيما بعد متحف اللوفر.